# Городской пёс
«Городской пёс» (англ. Citizen Dog) (15 мая 1995 — 26 мая 2001) — комикс Марка О'Хэйра, выпускаемый «Universal Press Syndicate».

## Сюжет
Комикс рассказывает о жизни пса Фергюса и его хозяина Мэла. Отношения между ними довольно сложные: Фергюс часто держит себя на равных с хозяином, а иногда и подавляет его. В одном из ранних комиксов Мэл долго и старательно выпиливает во входной двери собачий лаз, после чего вернувшийся с прогулки Фергюс открывает дверь за ручку. Но острый собачий ум тоже бывает выгоден: в одном из последующих выпусков Мэл не может разобраться с меню в дорогом ресторане, и Фергюс спасает положение, сделав заказ на хорошем французском языке. В целом, дружба Мэла и Фергюса напоминает отношения заглавных персонажей комикса Кальвин и Хоббс, в ней есть и приключения, и частые споры о самых несерьёзных вещах.
Животные в Городском псе могут разговаривать, и почти все (особенно собаки и кошки) ходят на задних лапах и общаются друг с другом и со своими владельцами. Более того, многие собаки внешне похожи на своих хозяев. Практически у всех персонажей характерный для рисунков О'Хэйра большой нос и пирамидальная форма тела, даже у женщин. Единственное исключение — молодые девушки, которые обычно изображаются с большим бюстом и карикатурной фигурой в виде песочных часов.

## Публикации
Городской пёс выходил до 26 мая 2001. Потом О'Хэйр решил прекратить выпуск комикса, так как понял, что он не справляется с необходимым объёмом работы, но отметил, что хотел бы продолжить, если ему представится такая возможность.
Выпуски «Городского пса» возобновились 28 июня 2008 на сайте GoComics.
Было выпущено три книги:
- Городской пёс, ISBN 0-8362-5186-5
- Лучший друг пса, ISBN 0-8362-6751-6
- «C» значит собака", ISBN 0-7407-0457-5

## Персонажи
- Мэл — Основной человеческий персонаж комикса, абсолютно средний и ничем не примечательный. Он является воплощением жителя пригорода, часами сидит перед телевизором и работает менеджером среднего звена в ничем не примечательной компании. У него большой нос, голова в форме дыни, и он практически не привлекает внимания представительниц противоположного пола.
- Фергюс — Пёс Мэла, который, пожалуй, умнее своего хозяина, и из-за этого зачастую ведёт себя эгоистично. Он и другие собаки часто делают замечания о состоянии дел в человеческом обществе и о том, как глупо люди себя ведут. Технические устройства либо пугают его, либо наводят скуку.
- Арло — Ещё один пёс, лучший друг Фергюса, редко появляется в одиночестве, и является для Фергюса «тенью» и подпевалой.
- Пусик — Голос разума в собачьем мире, Пусик — кошка, которая любит вкусно есть и читать романы Джейн Остин. Она часто бывает раздражена наплевательским отношением Фергюса к жизни, и очень не любит зиму (пытается раздавать людям значки с надписью «Скажи снегу „НЕТ“!»). Общаясь со своей хозяйкой, пожилой дамой, часто сюсюкает.
- Бруно — Огромная овчарка, которая никогда не разговаривает и страдает чесоткой. Он втайне дружит с Пусиком, и его часто видят с зажатой под мышкой несчастной кошкой.
- Марио — Рыбка, которую долго пытался поймать Мэл в поздних выпусках комикса. В конце концов он оставил эти попытки, и просто обсуждал с ней текущие события. Она почти получила роль в «Освободите Вилли», но в итоге ей отказали, потому что она была форелью.
- Мэгги — Маленькая девочка, которую Фергюс и Арло провожают и встречают из школы, очарованные её рассказами об уроках. Ей не нравится их чрезмерное внимание, особенно после того, как Фергюс случайно съел её домашнее задание.